# 張歐
張歐（?—?），又名張叔，西汉大臣，漢高祖功臣安丘侯張說之子。漢文帝時，以治刑名侍奉太子劉啟。漢景帝時，深受尊重，為九卿太常。漢武帝元光四年，替代韓安國為御史大夫，治獄謹慎。五年后因病告老，居家而終。
| 前任： 郭广意 宁成 | 西汉中尉 前140年—前131年     | 繼任： 韩安国 |
| 前任： 韩安国      | 西汉御史大夫 前131年—前126年 | 繼任： 公孙弘 |

## 延伸阅读
[在维基数据编辑]
 《史記/卷103》，出自司馬遷《史記》
 《漢書/卷046》，出自班固《漢書》